# Leadwood (Misuri)
Leadwood es una ciudad ubicada en el condado de St. Francois en el estado estadounidense de Misuri. En el Censo de 2010 tenía una población de 1282 habitantes y una densidad poblacional de 427,82 personas por km².

## Geografía
Leadwood se encuentra ubicada en las coordenadas 37°51′42″N 90°35′21″O / 37.86167, -90.58917. Según la Oficina del Censo de los Estados Unidos, Leadwood tiene una superficie total de 3 km², de la cual 3 km² corresponden a tierra firme y (0%) 0 km² es agua.

## Demografía
Según el censo de 2010, había 1282 personas residiendo en Leadwood. La densidad de población era de 427,82 hab./km². De los 1282 habitantes, Leadwood estaba compuesto por el 98.99% blancos, el 0.08% eran afroamericanos, el 0.16% eran amerindios, el 0% eran asiáticos, el 0.16% eran isleños del Pacífico, el 0.23% eran de otras razas y el 0.39% pertenecían a dos o más razas. Del total de la población el 0.86% eran hispanos o latinos de cualquier raza.